# Cleve Franklin Adams
Pour les articles homonymes, voir Adams.
Cleve Franklin Adams, né le 5 septembre 1884 à Chicago et mort le 2 décembre 1949 à Glendale en Californie, est un écrivain américain de roman policier.
Il est également connu sous les pseudonymes de Franklin Charles et John Spain.

## Biographie
À partir de 1935, il publie ses premières nouvelles, principalement des intrigues policières, mais également une poignée de nouvelles westerns, dans des pulps, dont Black Mask, Argosy, Dime Detective, Clues Detective Stories, Ten Detective Aces et Cowboy Stories.
Dans ses deux premiers romans, Sabotage et And Sudden Death, publiés en 1940, figurent le détective privé Rex McBride, créé dès 1938 dans quelques nouvelles. Il sera le héros de sept romans qui rappellent par leurs intrigues les récits de Dashiell Hammett ayant pour héros le Continental Op, mais diffusant une idéologie et des valeurs beaucoup plus conservatrices qui le rapprochent sur ce point de Carroll John Daly et qui ouvrent la voie à l'apparition, quelques années plus tard, de l'œuvre de Mickey Spillane.
Sous la signature de John Spain, Adams publie également trois romans au début des années 1940.
The Vice Czar Murders, signé aux États-Unis Franklin Charles, pseudonyme commun à Adams et à Robert Leslie Bellem, paraît en France sous la signature Cleve F. Adams.
Cleve Franklin Adams a aussi été brièvement scénariste, notamment sur Le Port de l'angoisse (To Have and Have Not) de Howard Hawks.

## Œuvre

### Romans

#### SérieRex McBride
1. Sabotage ou Death at the Dam ou encore Death Before Breakfast (1940) Publié en français sous le titre Après moi le déluge !, Paris, Gallimard, coll. « Série noire » no 101, 1951
2. And Sudden Death (1940) Publié en français sous le titre Croisière sur les nerfs, Paris, Gallimard, Série noire no 132, 1952
3. Decoy (1941)
4. Up Jumped the Devil ou Murder All Over (1943) Publié en français sous le titre La Marmite infernale, Paris, Gallimard, Série noire no 112, 1951
5. The Homing Pigeon (1943) Publié en français sous le titre La Fille de l'air, Paris, Gallimard, Série noire no 147, 1952
6. The Crooking Finger (1944) Publié en français sous le titre Un os dans le fromage, Paris, Gallimard, Série noire no 120, 1952 ; réédition, Paris, Gallimard, Carré noir no 236, 1976
7. Shady Lady (1955), roman achevé par Robert Leslie Bellem

#### SérieJohn J. Shannon
1. The Private Eye (1942) Publié en français sous le titre Et voilà le travail !, Paris, Gallimard, Série noire no 124, 1952
2. No Wings on a Cop (1950), roman achevé par Robert Leslie Bellem

#### Autres romans
- The Black Door (1941)
- What Price Murder (1942) Publié en français sous le titre Le Prix du crime, Paris, Albin Michel, collection Le Limier no 28, 1950
- Contraband ou Borderline Cases (1950), roman achevé par Robert Leslie Bellem Publié en français sous le titre La Poule aux yeux d’or, Paris, Gallimard, Série noire no 107, 1951

#### SérieBill Ryesignée John Spain
1. Dig Me a Grave (1942) Publié en français sous le titre Ça sent le sapin, Paris, Gallimard, Série noire no 66, 1950
2. Death Is Like That (1943) Publié en français sous le titre La Vie de famille, Paris, Gallimard, Série noire no 124, 1952

#### Autre roman signé John Spain
- The Evil Star (1944) Publié en français sous le titre Disons qu’elle a tué, Paris, Éditions du Grenier à sel, collection L’Araignée no 4, 1947

#### Roman signé Franklin Charles en collaboration avec Robert Leslie Bellem
- The Vice Czar Murders (1941) Publié en français sous la signature Clive F. Adams et sous le titre L’Arme à gauche, Paris, Gallimard, Série noire no 154, 1953

### Nouvelles
- Inspector Thomas Wins a Hat (1933)
- Racket Trap (1933)
- The Signs Change (1934)
- Page Violet McDade! (1935)
- Shrinking Violet (1935)
- Mexican Bargain (1935)
- Framing the Picture (1935)
- Visions of Violet (1936)
- Flowers for Violet (1936)
- The Payoff (1936)
- The Voice (1936)
- Compromising Violet (1936)
- Plumb Gospel (1936)
- Important Money (1936)
- No Match for Murder (1937)
- Violet to Orchid (1937)
- Murder City (1937)
- Star Collector (1937)
- Hell-Branded Buzzards (1937)
- She-Devil (1937)
- Dime a Death (1937)
- Private War (1937) Publié en français sous le titre La Petite Guerre, Paris, Fayard, Le Saint détective magazine no 40, juin 1958
- Satan’s Clawmarks (1937)
- Bloody Bullets (1937)
- The Racket Buster (1938)
- Tragedy of Errors (1938)
- Gentleman’s Agreement (1938)
- Speak No Evil (1938)
- Murder Is Serious (1938)
- Help! Murder! Police! (1939)
- Homicide: Honolulu Bound (1939)
- Triple Threat (1940)
- Clean Sweep (1940) Publié en français sous le titre Déblayage complet, Paris, Fayard, Le Saint détective magazine no 6, août 1955
- The Red Carnation (1940)
- Murder While You Wait (1940)
- Murder Ad Lib (1941)
- Too Fair to Die (1950)

## Filmographie
- 1944 : Le Port de l'angoisse (To Have and Have Not), film américain de Howard Hawks, d’après le roman En avoir ou pas d'Ernest Hemingway, avec Lauren Bacall et Humphrey Bogart. Même s’il n’en est pas crédité au générique, Adams a participé au scénario de ce film.
- 1945 : The Fatal Witness, film américain réalisé par Lesley Selander, adaptation par Cleve Franklin Adams de la pièce Banquo’s Chair de Rupert Croft-Cooke.